# Juan Alberto Quilici
Juan Alberto Francisco Quilici (Rosario, 1 de enero de 1913 - 20 de octubre de 2003[cita requerida]) fue un político, economista, contador y actuario argentino, que se desempeñó como ministro de Economía de la Argentina durante la presidencia de Alejandro Lanusse.
Se recibió en Economía, de Contador y de Actuario en la Universidad Nacional del Litoral. Se casó con Ángela Vicenta Cincunegui, con quien tuvo cuatro hijos.
Fue ministro de Economía de la Provincia de Santa Fe durante la década de 1960 durante la presidencia de Arturo Frondizi. A nivel nacional comenzó como Secretario de Hacienda en 1970, para llegar a la titularidad del Ministerio con el advenimiento del gobierno de Lanusse. Sufrió un grave accidente de tránsito mientras era secretario cuando retornaba de Mar del Plata a Buenos Aires.